# Championnat de Chypre de football 2019-2020
Navigation
Édition précédente Édition suivante
La saison 2019-2020 est la 82e édition du championnat de Chypre de football. Elle oppose les douze meilleurs clubs de Chypre lors d'une première phase de vingt-deux journées. À l'issue de cette première phase, les six premiers disputent la poule pour le titre, tandis que les six suivants prennent part à la poule de relégation où le dernier sera relégué en Second Division.
Trois places qualificatives pour les compétitions européennes seront attribuées par le biais du championnat (1 place au premier tour de qualification de Ligue des champions 2020-2021 et 2 places au premier tour de qualification de Ligue Europa 2020-2021). Une place au troisième tour de qualification pour la Ligue Europa 2020-2021 sera garantie au vainqueur de la Coupe.
Le championnat suspendu à la 23e journée en raison de la pandémie de Covid-19 est définitivement arrêté le 15 mai 2020, sans attribution de titre ni de relégation,.

## Participants
| \| Apollon Limassol AEL Limassol Omonia Nicosie APOEL Nicosie Nea Salamina Anorthosis Famagouste AEK Larnaca Paphos FC Doxa Katokopias EN Paralímni Ethnikos Achna Olympiakos Nicosie \| Localisation des clubs engagés dans le championnat. |
| Apollon Limassol AEL Limassol Omonia Nicosie APOEL Nicosie Nea Salamina Anorthosis Famagouste AEK Larnaca Paphos FC Doxa Katokopias EN Paralímni Ethnikos Achna Olympiakos Nicosie                                                           |

Légende des couleurs
- Deuxième tour de qualification de la Ligue des Champions 2019-2020
- Deuxième tour de qualification de la Ligue Europa 2019-2020
- Premier tour de qualification de la Ligue Europa 2019-2020
- Promu de D2

| Club                  | Se maintient depuis | Classement 2018-2019 | Stade                      | Capacité théorique |
| --------------------- | ------------------- | -------------------- | -------------------------- | ------------------ |
| APOEL Nicosie         | 1934                | 1er                  | Stade GSP                  | 22 859             |
| AEK Larnaca           | 2010                | 2e                   | AEK Arena                  | 8 000              |
| Apollon Limassol      | 1957                | 3e                   | Stade Tsírio               | 13 331             |
| AEL Limassol          | 1997                | 4e                   | Stade Tsírio               | 13 331             |
| Omonia Nicosie        | 1953                | 5e                   | Stade GSP                  | 22 859             |
| Nea Salamina          | 2011                | 6e                   | Stade Ammochostos          | 5 500              |
| Anorthosis Famagouste | 1948                | 7e                   | Stade Antonis-Papadopoulos | 10 230             |
| Paphos FC             | 2017                | 8e                   | Stade Stélios-Kyriakídis   | 9 394              |
| Doxa Katokopias       | 2012                | 9e                   | Stade Makarios             | 16 000             |
| EN Paralímni          | 2018                | 10e                  | Stade Paralimni            | 5 800              |
| Ethnikos Achna        | 2019                | 1er (D2)             | Stade Dhasaki-Achnas       | 5 400              |
| Olympiakos Nicosie    | 2019                | 2e (D2)              | Stade Makarios             | 16 000             |

## Compétition

### Première phase

#### Classement
Le classement est établi sur le barème de points classique (victoire à 3 points, match nul à 1, défaite à 0). Pour départager les égalités, on tient d'abord compte des points en confrontations directes, puis de la différence de buts en confrontations directes, puis de la différence de buts générale, puis du nombre de buts marqués.
| Rang | Équipe                | Pts | J  | G  | N | P  | Bp | Bc | Diff |
| ---- | --------------------- | --- | -- | -- | - | -- | -- | -- | ---- |
| 1    | Omonia Nicosie        | 43  | 22 | 12 | 7 | 3  | 31 | 13 | +18  |
| 2    | Anorthosis Famagouste | 43  | 22 | 13 | 4 | 5  | 42 | 21 | +21  |
| 3    | APOEL Nicosie         | 39  | 22 | 11 | 6 | 5  | 35 | 15 | +20  |
| 4    | Apollon Limassol      | 38  | 22 | 12 | 2 | 8  | 38 | 29 | +9   |
| 5    | AEK Larnaca           | 35  | 22 | 9  | 8 | 5  | 36 | 26 | +10  |
| 6    | AEL Limassol          | 31  | 22 | 8  | 7 | 7  | 27 | 26 | +1   |
| 7    | Paphos FC             | 30  | 22 | 8  | 6 | 8  | 26 | 26 | 0    |
| 8    | Nea Salamina          | 25  | 22 | 7  | 4 | 11 | 25 | 36 | -11  |
| 9    | Olympiakos Nicosie P  | 24  | 22 | 5  | 9 | 8  | 27 | 34 | -7   |
| 10   | EN Paralímni          | 22  | 22 | 5  | 7 | 10 | 28 | 42 | -14  |
| 11   | Ethnikos Achna P      | 20  | 22 | 5  | 5 | 12 | 29 | 44 | -15  |
| 12   | Doxa Katokopias       | 11  | 22 | 2  | 5 | 15 | 13 | 45 | -32  |

Légende
- qualification pour la poule pour le titre
- qualification pour la poule de relégation

Abréviations
- T : Tenant du titre
- P : Promus de Second Division 2018-2019

### Deuxième phase

#### Poule pour le titre

##### Classement
Les clubs conservent la totalité des points acquis lors de la première phase.
L'Omonia Nicosie termine devant l'Anorthosis Famagouste en fonction des confrontations directes.
| Rang | Équipe                | Pts | J  | G  | N | P | Bp | Bc | Diff |
| ---- | --------------------- | --- | -- | -- | - | - | -- | -- | ---- |
| 1    | Omonia Nicosie        | 46  | 23 | 13 | 7 | 3 | 34 | 13 | +21  |
| 2    | Anorthosis Famagouste | 46  | 23 | 14 | 4 | 5 | 45 | 21 | +24  |
| 3    | APOEL Nicosie         | 40  | 23 | 11 | 7 | 5 | 36 | 16 | +20  |
| 4    | Apollon Limassol      | 39  | 23 | 12 | 3 | 8 | 39 | 30 | +9   |
| 5    | AEK Larnaca           | 35  | 23 | 9  | 8 | 6 | 36 | 29 | +7   |
| 6    | AEL Limassol          | 31  | 23 | 8  | 7 | 8 | 27 | 29 | -2   |

Qualifications européennes
Ligue des champions 2020-2021
- 1er :deuxième tour de qualification

Ligue Europa 2020-2021
- 2e  : troisième tour de qualification
- 3e et 4e  : premier tour de qualification

Abréviations
- T : Tenant du titre
- C : Vainqueur de la Coupe de Chypre 2019-2020 - annulée

#### Poule de relégation

##### Classement
Les clubs conservent la totalité des points acquis lors de la première phase.
Les deux derniers devaient normalement être relégués ; à la suite de la crise sanitaire, le championnat ne peut aller à son terme et les deux derniers sont maintenus.
| Rang | Équipe               | Pts | J  | G | N  | P  | Bp | Bc | Diff |
| ---- | -------------------- | --- | -- | - | -- | -- | -- | -- | ---- |
| 7    | Paphos FC            | 30  | 23 | 8 | 6  | 9  | 26 | 28 | -2   |
| 8    | Nea Salamina         | 26  | 23 | 7 | 5  | 11 | 27 | 38 | -11  |
| 9    | Olympiakos Nicosie P | 25  | 23 | 5 | 10 | 8  | 28 | 35 | -7   |
| 10   | EN Paralímni         | 23  | 23 | 5 | 8  | 10 | 29 | 43 | -14  |
| 11   | Ethnikos Achna P     | 21  | 23 | 5 | 6  | 12 | 31 | 46 | -15  |
| 12   | Doxa Katokopias      | 14  | 23 | 3 | 5  | 15 | 15 | 45 | -30  |

Légende
- 11e et 12e : relégation en Second Division

Abréviations
- P : Promus de Second Division 2018-2019

## Tableau d'honneur
| Championnat de Chypre de football 2019-2020                        |                             |
| Champion                                                           | Titre non attribué          |
| Qualifications continentales                                       |                             |
| Ligue des champions 2020-2021                                      | Omonia Nicosie              |
| Ligue Europa 2020-2021                                             | Anorthosis Famagouste       |
| Ligue Europa 2020-2021                                             | APOEL Nicosie               |
| Ligue Europa 2020-2021                                             | Apollon Limassol            |
| Promotions et relégations                                          |                             |
| Promus en Championnat de Chypre de football                        | Karmiótissa Páno Polemidión |
| Promus en Championnat de Chypre de football                        | Ermís Aradíppou             |
| Relégués en Championnat de Chypre de football de deuxième division | Aucune relégation           |